# Darchanúlský ajmag
Darchanúlský ajmag (mongolsky Дархан-Уул аймаг [Darchan-Úl ajmag]) je jedním z 21 mongolských ajmagů. Jeho hlavním městem je Darchan. Nachází se v severní části země. Ze všech stran je ohraničen Selengským ajmagem. Má 91 358 obyvatel (2009) a rozlohu 3275 km². Vznikl v roce 1994 spojením do té doby samosprávného města Darchan a tří somonů Selengského ajmagu. Jmenuje se podle hlavního města Darchan.

## Členění

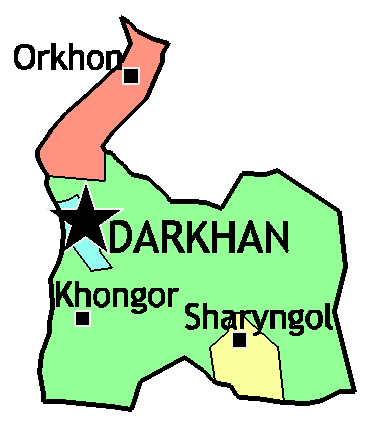
Mapa ajmagu

Darchanúlský ajmag se skládá ze 4 somonů.
| sum      | Rozloha km² | Počet obyvatel | Hustota zalidnění na km² | Sídlo sumu |
| -------- | ----------- | -------------- | ------------------------ | ---------- |
| Darchan  | 103         | 74 454         | 722,85                   | Darchan    |
| Chongor  | 2 533       | 5 603          | 2,21                     | Chongor    |
| Orchon   | 473         | 3 185          | 6,66                     | Orchon     |
| Šaryngol | 161         | 8 116          | 50,54                    | Šaryngol   |